# Venson Hamilton
Shad Venson Hamilton (Forest City, Carolina del Nord, 11 d'agost de 1977) és un exjugador de bàsquet estatunidenc. Jugaba en la posició de pivot.

## Carrera esportiva
Després d'estar a l'NCAA des de 1995, en el mes de desembre de 1999 dona el salt a Europa de la mà del Record Napoli de la lliga italiana. Al setembre de 2000 va etsar a prova en el Fòrum Valladolid però no arribà a jugar, i en el mes de novembre fitxa per un equip de la lliga polonesa. Unes setmanes després, en gener de 2001 se'n torna a Itàlia fins a final de temporada.
L'any 2002 inicia la seva etapa a Espanya, en ser fitxat per l'Unelco Tenerife de la lliga LEB proclamant-se subcampió de la competició. La temporada següent marxa al Bilbao Basket, també de la LEB, amb el qual també té èxit coronant-se com a campió. La seva bona temporada no va passar desapercebuda pels equips de la lliga ACB i acaba fitxant pel Joventut de Badalona per la 2004-05. Un any més tard el Reial Madrid es fa amb els seus serveis, després de negar-se a entrenar amb l'equip badaloní per forçar el club a acceptar l'oferta de l'equip blanc. A Madrid s'hi va estar fins al mes de febrer de 2009, quan va ser donat de baixa per una greu lesió de genoll. L'any 2011 va ser inclòs pel Gran Canaria 2014, però tan sols va jugar un partit.